# Arken (tecknad serie)
Arken, original Boner's Ark, är en humorserie, skapad av Mort Walker. Den tecknades senare av Frank Johnson. Serien skapades 1968 och lades ned 2000. Den har på svenska publicerats i bland annat Knasen.
Handlingen kretsar kring Kapten Noaksson med fru och en rad (talande) djur på arken. Arken nådde land först år 2000, då Johnson gick i pension och förlaget lade ned serien.